# نیوپورت (کالیفرنیا)
نیوپورت (به انگلیسی: Newport) یک منطقهٔ مسکونی در ایالات متحده آمریکا است که در شهرستان مندوسینو، کالیفرنیا واقع شده‌است. نیوپورت ۴۱ متر بالاتر از سطح دریا واقع شده‌است.